# Lick It Up
Lick it Up — музичний альбом гурту Kiss. Виданий вересень 1983 року лейблом Mercury. Загальна тривалість композицій становить 41:35. Альбом відносять до напрямку хард-рок/важкий метал.

## Список композицій
| #   | Назва                       | Автор                          | Вокал   | Тривалість |
| --- | --------------------------- | ------------------------------ | ------- | ---------- |
| 1.  | «Exciter»                   | Стенлі, Вінсент                | Стенлі  | 4:10       |
| 2.  | «Not for the Innocent»      | Сіммонс, Вінсент               | Сіммонс | 4:22       |
| 3.  | «Lick It Up»                | Стенлі, Вінсент                | Стенлі  | 3:56       |
| 4.  | «Young and Wasted»          | Сіммонс, Вінсент               | Сіммонс | 4:05       |
| 5.  | «Gimme More»                | Стенлі, Вінсент                | Стенлі  | 3:43       |
| 6.  | «All Hell's Breakin' Loose» | Карр, Стенлі, Сіммонс, Вінсент | Стенлі  | 4:34       |
| 7.  | «A Million to One»          | Стенлі, Вінсент                | Стенлі  | 4:17       |
| 8.  | «Fits Like a Glove»         | Сіммонс                        | Сіммонс | 4:04       |
| 9.  | «Dance All Over Your Face»  | Сіммонс                        | Сіммонс | 4:16       |
| 10. | «And on the 8th Day»        | Сіммонс, Вінсент               | Сіммонс | 4:02       |